# مجلة سوالف
معلومات المجلة
- مجلة سوالف مجلة كويتية فنية تقي يوميا اخر أخبار المشاهير من العالم العربي والخليجي.[1][2]
- إصدار أول عدد منها في 15 اغسطس 2006
- وهي مجلة الخاصة في قناة فنون ورئيس طريف العوضي